# Poble (localitat)

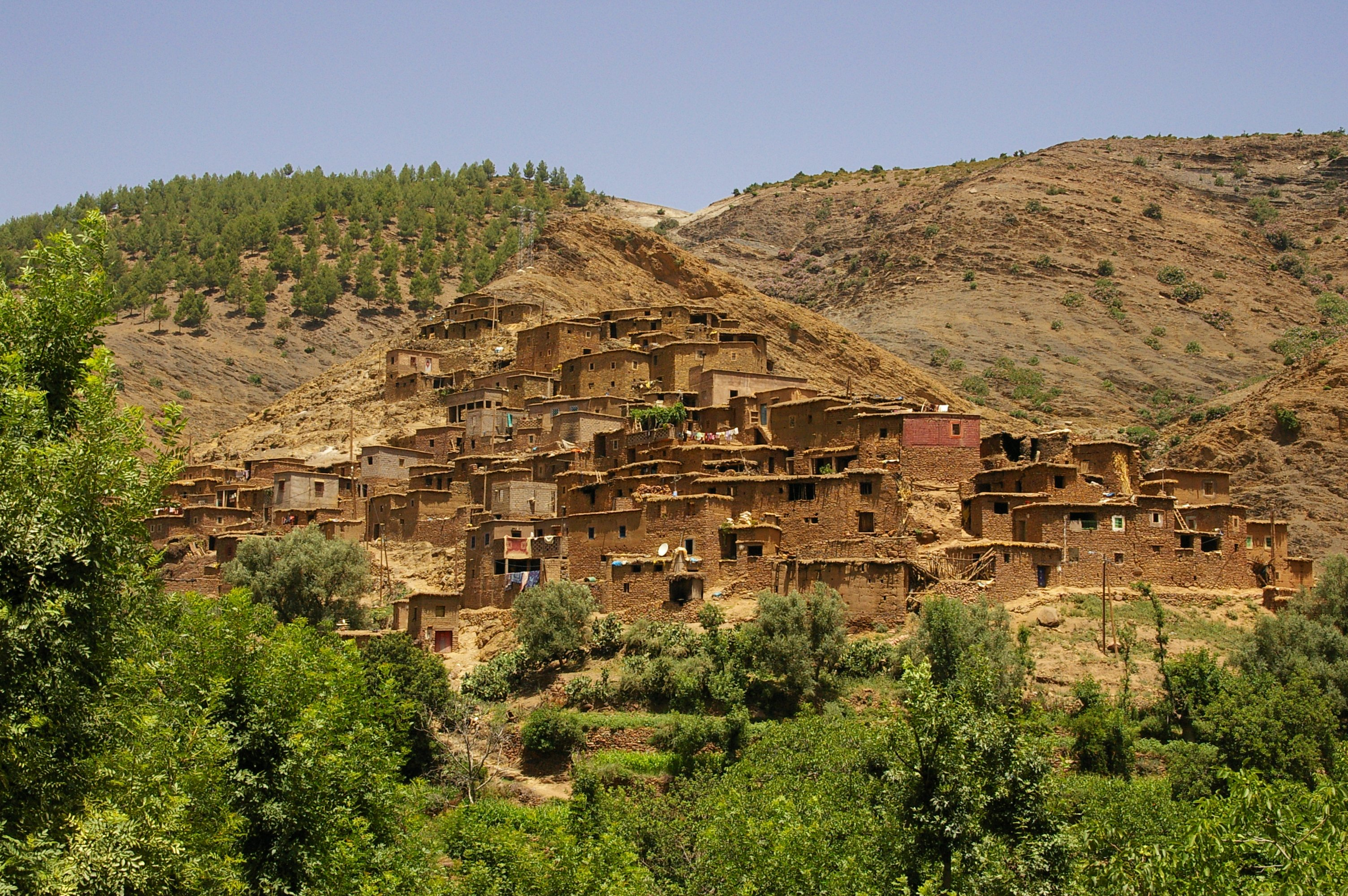
Un poble al Marroc.

Un poble és una entitat de població petita, contraposada a la ciutat i a la vila. No hi ha una definició clara per determinar quan un nucli habitat és poble, vila o ciutat; depèn de la zona, de l'època i, sobretot, de la història (per esdevenir vila o ciutat, cal un nomenament de la màxima autoritat civil del país). Tampoc no hi ha criteris exactes per a destriar un poble de conceptes propers com llogarret, caseria, veïnat, raval... En tots aquests casos, depèn del costum local i de l'evolució històrica que hagi sofert cada entitat de població en concret. És cert, tanmateix, que la categoria de poble ha anat molt lligat al llarg de la història al de parròquia, base de l'organització territorial religiosa.

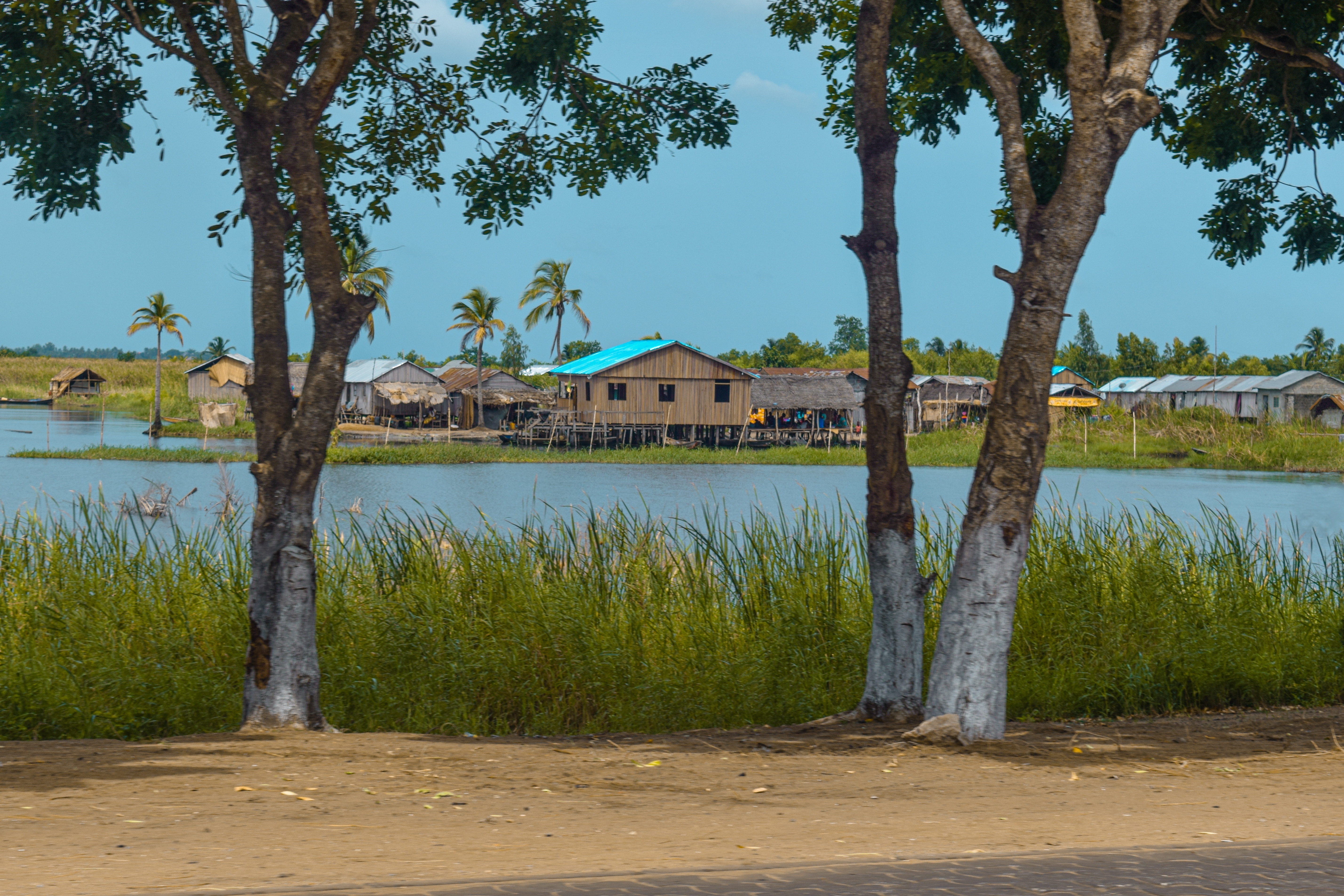
Un poble remot de Benín

Se sol considerar que un poble és un conjunt de cases pertanyents a un mateix municipi, amb una identitat comuna forjada històricament, delimitat per elements urbans o naturals i amb els serveis elementals per als seus habitants. L'estil de vida dels pobles és més rural i lligat a la natura que el de les ciutats.
Tanmateix, hi ha casos de pobles que pertanyen a dos o més municipis. És destacable, a Catalunya, el cas de la Beguda Alta, que pertany a tres municipis diferents, pertanyents a tres comarques diferents (la partió, en alguns casos, és a banda i banda de carrer): Sant Llorenç d'Hortons, de l'Alt Penedès, Sant Esteve Sesrovires, del Baix Llobregat, i Masquefa, de l'Anoia. També ho és el del poble del Pertús, pel mig del qual passa la frontera entre els estats espanyol i francès, de manera que la part sud-oriental pertany al municipi de la Jonquera, de l'Alt Empordà, i la nord-occidental al municipi del Pertús, del Vallespir. Finalment, també cal destacar el poble garrotxí de la Canya, separat en dos municipis (La Vall de Bianya i Sant Joan les Fonts) o tres si es compta la zona industrial pertanyent al municipi d'Olot però que duu el nom del poble.

## A diferents països

### Afganistan
A l'Afganistan, el poble, o deh ( Dari / Pashto : ده) és el tipus d'assentament de mida mitjana a la societat afganesa, superant el llogaret o qala dels Estats Units ( Dari : قلعه, Pashto : کلي), però més petit que la ciutat, o shār ( Dari : شهر, Pashto : ښار). En contrast amb el qala, el deh és generalment un assentament més gran que inclou una àrea comercial, mentre que el shār encara més gran inclou edificis i serveis governamentals com ara escoles d'educació superior, assistència sanitària bàsica, comissaries de policia, etc.

### Índia

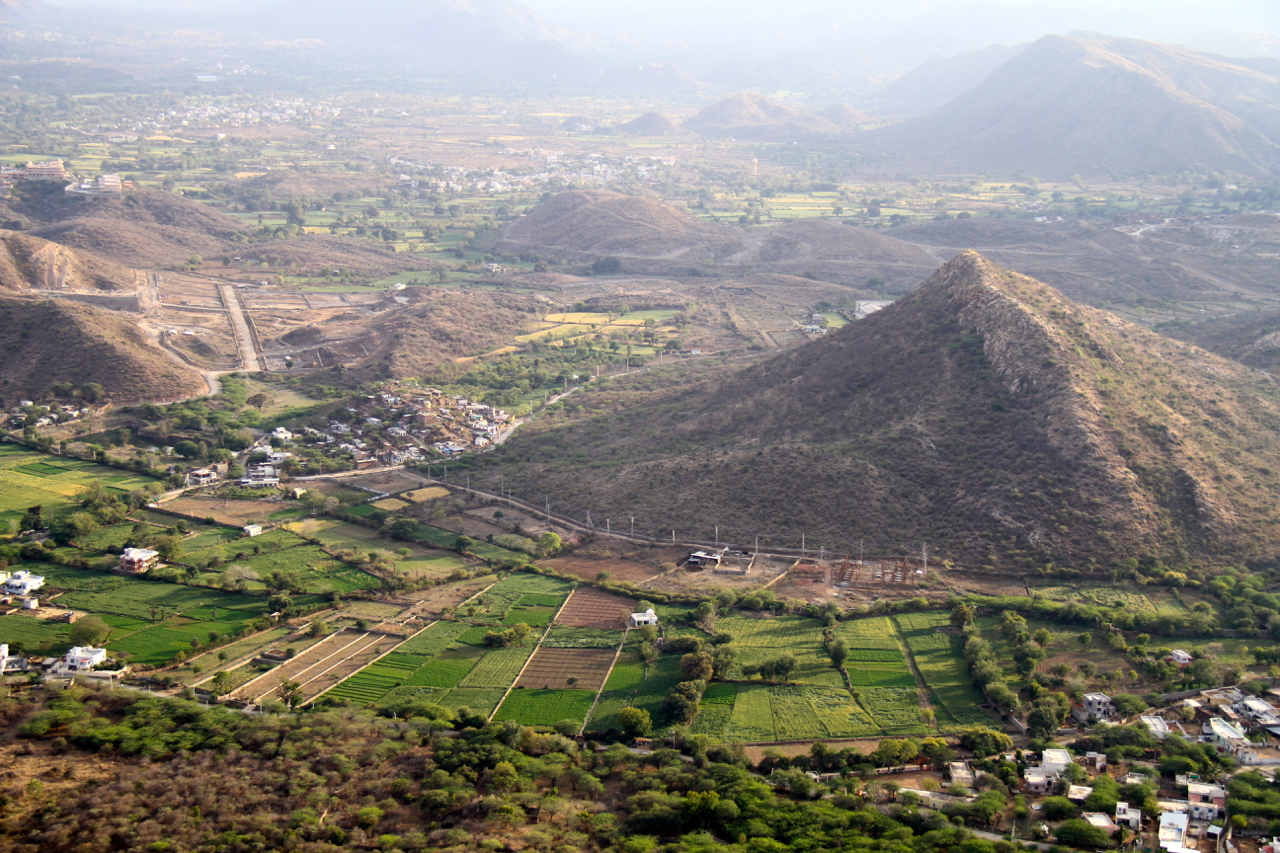
Un típic poble rural indi a Rajasthan, Índia

«L'ànima de l'Índia viu als seus pobles», va declarar Mahatma Gandhi a principis del segle xx. Segons el cens de l'Índia de 2011, el 69% dels indis (al voltant de 833 milions de persones) viuen en pobles. Segons el cens de l'Índia de 2011, hi ha un total de 649.481 pobles a l'Índia. La mida d'aquests pobles varia considerablement. 236.004 pobles indis tenen una població de menys de 500, mentre que 3.976 pobles tenen una població de més de 10.000. La majoria dels pobles tenen el seu propi temple, mesquita o església, depenent dels seguidors religiosos locals.

### Pakistan

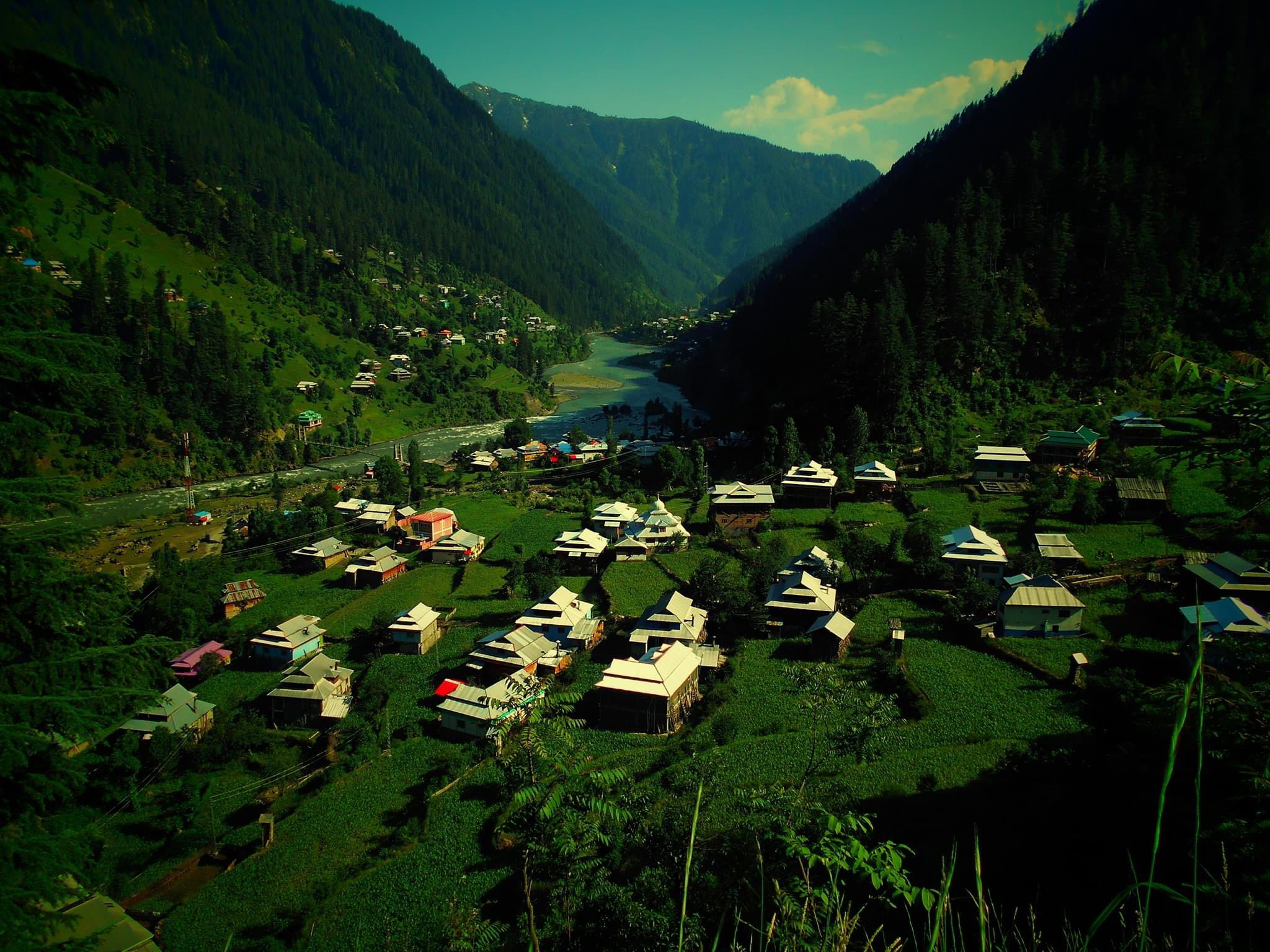
Un poble de la vall de Neelum del Caixmir pakistanès " Dosut "

La majoria dels pakistanesos viuen en zones rurals. Segons el cens de 2017, al voltant del 64% de la població pakistanesa viu en zones rurals. La majoria de les zones rurals del Pakistan solen estar a prop de les ciutats i són zones periurbanes. Això es deu a la definició d'una àrea rural al Pakistan com una àrea que no entra dins d'un límit urbà. Un poble s'anomena deh o gaaon en urdú. La vida del poble pakistanès està marcada per relacions de parentiu i intercanvi.

### Àsia central
Auyl ( kazakh: Ауыл </link> ) és una paraula kazakh que significa "poble" al Kazakhstan. Segons el cens de Kazakhstan de 2009, el 42,7% dels ciutadans kazakhs (7,5 milions de persones) viuen en 8172 pobles diferents. Per referir-se a aquest concepte juntament amb la paraula "auyl" s'utilitza sovint la paraula eslava "selo" al nord de Kazakhstan.

### Europa central i oriental

#### Països eslaus
Selo (ciríl·lic: село; polonès: siolo) és una paraula eslava que significa poble a Bòsnia i Hercegovina, Bulgària, Croàcia, Macedònia del Nord, Rússia, Sèrbia i Ucraïna. Per exemple, hi ha nombrosos sela (села; plural de selo) anomenats Novo Selo (Ново Село, Poble Nou) a Bulgària, Croàcia, Montenegro, Sèrbia i Macedònia del Nord.
Una altra paraula eslava per a un poble és ves ( polonès: wieś, wioska; txec: ves, vesnice; eslovac: ves; eslovè: vas; rus: весь). A Eslovènia, la paraula selo s'utilitza per a pobles molt petits (menys de 100 habitants) i en dialectes; la paraula eslovena vas s'utilitza a tot Eslovènia. A Rússia, la paraula ves és arcaica, però es manté en idiomes i noms de localitats, com Vesyegonsk.
La paraula més utilitzada per a poble en eslovac és dedina (dialèctica també dzedzina). L'etimologia de la paraula pot estar (o no estar) arrelada en el verb dediť (heretar), fent referència a l'herència de pobles sencers o propietats dins dels pobles per part de nobles o terratinents rics. Una altra etimologia podria estar relacionada amb la paraula sànscrita deśá ( देश ) semblant a l' afganès deh, bengala desh i indonesi desa. El terme ves apareix en els noms d'assentaments (majoritàriament pobles, però també alguns pobles que van evolucionar amb el temps a partir de pobles). El terme dialectal per al poble a l'est d'Eslovàquia també és valal (o valala). Dedina no té relació amb el terme eslau oriental més rar derevna, que fa referència a un poble amb habitatges de fusta (derevo).

#### Bulgària
A Bulgària, els diferents tipus de sela varien des d'un petit selo de 5 a 30 famílies fins a un de diversos milers de persones. Segons un cens de 2002, aquell any hi havia 2.385.000 ciutadans búlgars vivint en assentaments classificats com a pobles. Un perfil d'assentaments humans a Bulgària de 2004 realitzat pel Departament d'Afers Econòmics i Socials de les Nacions Unides va declarar que:
| « | El més intensiu és la migració ciutat- ciutat. Aproximadament el 46% de totes les persones migrades han canviat de residència d'una ciutat a una altra. La quota dels processos migratoris poble– ciutat és significativament menor– 23% i ciutat-poble– 20%. La migració poble–poble l'any 2002 és de l'11%. | » |

També va afirmar que
| « | l'estat del medi ambient a les petites ciutats i pobles és bo a part del baix nivell d'infraestructures. A Bulgària, és popular visitar els pobles per l'ambient, la cultura, l'artesania, l'hospitalitat de la gent i la natura que l'envolta. Això s'anomena selski turizam (búlgar: селски туризъм), que significa turisme de poble. | » |

#### Rússia
A Rússia, segons el cens de 2010, el 26,3% de la població del país viu en localitats rurals; per sota del 26,7% registrat al cens del 2002. Existeixen diversos tipus de localitats rurals, però els dos més comuns són derevnya (деревня) i selo (село). Històricament, la indicació formal d'estatus era religiosa: una ciutat (gorod, город) tenia una catedral, un selo tenia una església, mentre que un derevnya no en tenia cap.

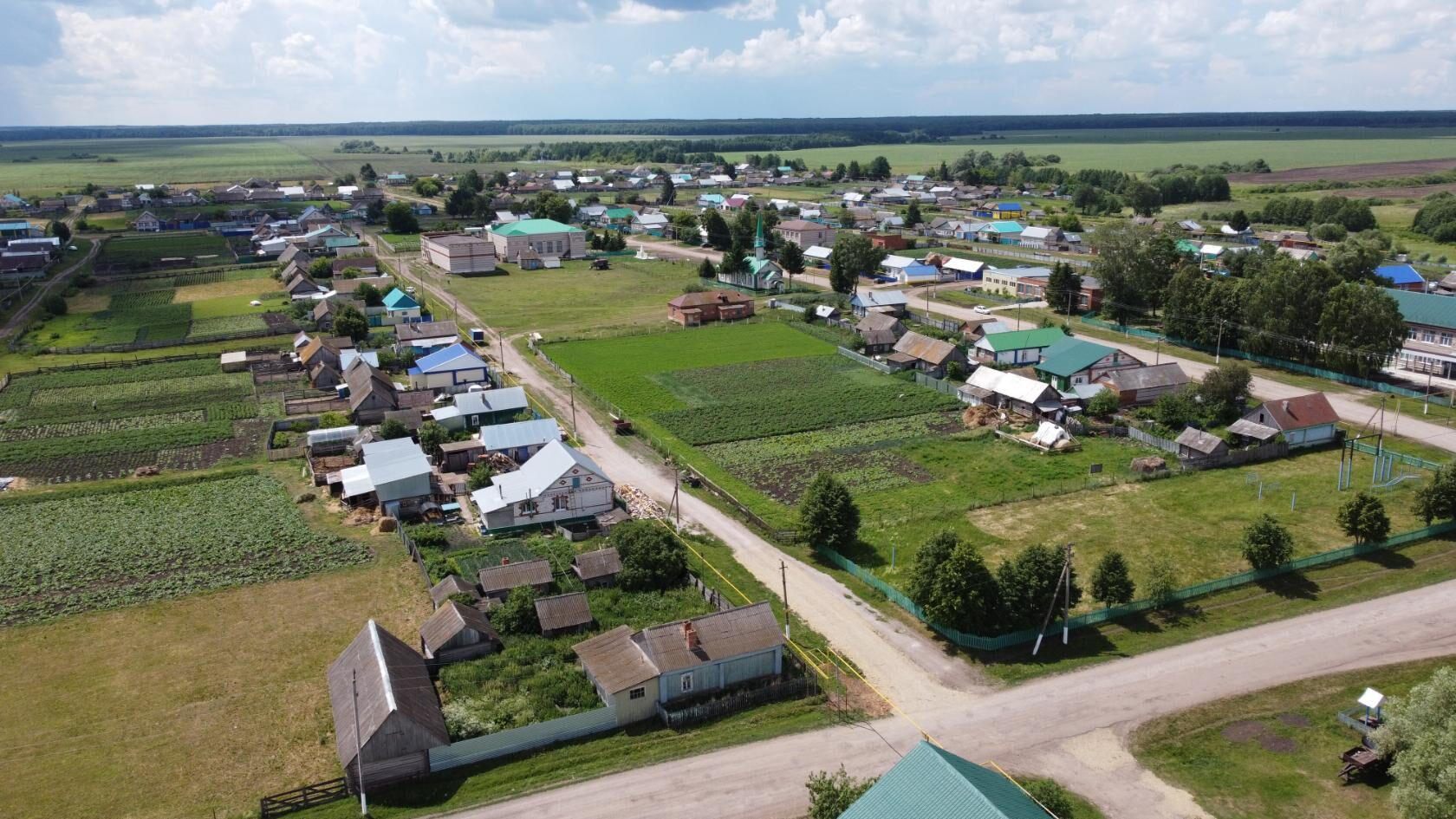
El poble de Kichkalnya, Tatarstan

La unitat administrativa més baixa de l'Imperi Rus, un volost, o el seu successor soviètic o rus modern, un selsoviet, tenia la seu general en un selo i abraçava uns quants pobles veïns.
Entre els anys 1960 i 1970, la despoblació dels pobles més petits va ser impulsada per l'impuls dels planificadors centrals per tal d'aconseguir que els treballadors agrícoles sortien de llogarets més petits i sense perspectives i cap als principals pobles de les granges col·lectives o estatals o fins i tot ciutats més grans i ciutats, amb més comoditats.
La majoria dels residents rurals russos estan involucrats en treballs agrícoles, i és molt comú que els vilatans produeixin els seus propis aliments. A mesura que els urbans pròspers compren cases de poble per a les seves segones residències, els pobles russos de vegades es transformen en assentaments datxa, utilitzats principalment com a residència estacional.
Les regions històricament cosaques del sud de Rússia i parts d'Ucraïna, amb el seu sòl fèrtil i l'absència de servitud, tenien un patró d'assentament força diferent del centre i del nord de Rússia. Mentre que els camperols del centre de Rússia vivien en un poble al voltant de la casa pairal del senyor, una família cosaca sovint vivia a la seva pròpia granja, anomenada khutor. Un nombre d'aquests khutors més un poble central formaven la unitat administrativa amb un centre a stanitsa ( rus: станица; ucraïnès: станиця). Aquestes estanitses, sovint amb uns quants milers de residents, eren generalment més grans que un selo típic al centre de Rússia.

#### Ucraïna
A Ucraïna, un poble, (ucraïnès: село, romanitzat: selo), es considera la unitat administrativa més baixa. Els pobles estan sota la jurisdicció d'una administració hromada.
Hi ha, però, un altre tipus d'assentament més petit que es designa en ucraïnès com a selyshche (селище). Aquest tipus de comunitat es coneix generalment en anglès com a assentament. En comparació amb un assentament de tipus urbà, la legislació ucraïnesa no té una definició concreta ni un criteri per diferenciar aquests assentaments dels pobles. Representen un tipus de petita localitat rural que podria haver estat alguna vegada un khutir, un assentament de pescadors o una datxa. De vegades, el terme selyshche també s'utilitza d'una manera més general per referir-se a assentaments adjacents a prop d'una ciutat més gran, incloent-hi assentaments de tipus urbà (selyshche miskoho typu) o pobles. Tanmateix, sovint s'evita l'ambigüitat en relació amb els assentaments urbanitzats fent referència a ells utilitzant l'abreviatura de tres lletres smt.
El khutir (хутір) i stanytsia (станиця) ja no formen part de la divisió administrativa, principalment a causa de la col·lectivització. Els Khutirs eren localitats rurals molt petites que constaven de poques unitats d'habitatge i eren una mena de granges individuals. Es van fer molt populars durant la reforma Stolypin a principis del segle xx. Durant la col·lectivització, però, els residents d'aquests assentaments eren generalment declarats kulaks i tenien tots els seus béns confiscats i distribuïts a altres (nacionalitzats) sense cap compensació. La stanitsa tampoc ha sobreviscut com a terme administratiu. La stanitsa era un tipus de comunitat col·lectiva que podia incloure un o més assentaments com ara pobles, khutirs i altres. Avui dia, les formacions de tipus stanitsa només han sobreviscut a Kuban (Federació Russa) on els ucraïnesos van ser reassentats durant l'època de l'Imperi Rus.

### Europa occidental i meridional

#### França
L'Insee classifica les comunes franceses en quatre grups segons la densitat de població:
1. Municipis amb alta densitat de població.
2. Municipis amb densitat de població mitjana.
3. Municipis amb baixa densitat de població.
4. Municipis amb molt baixa densitat de població.

Una comuna del grup 3 o 4 es considera un poble (commune rurale).

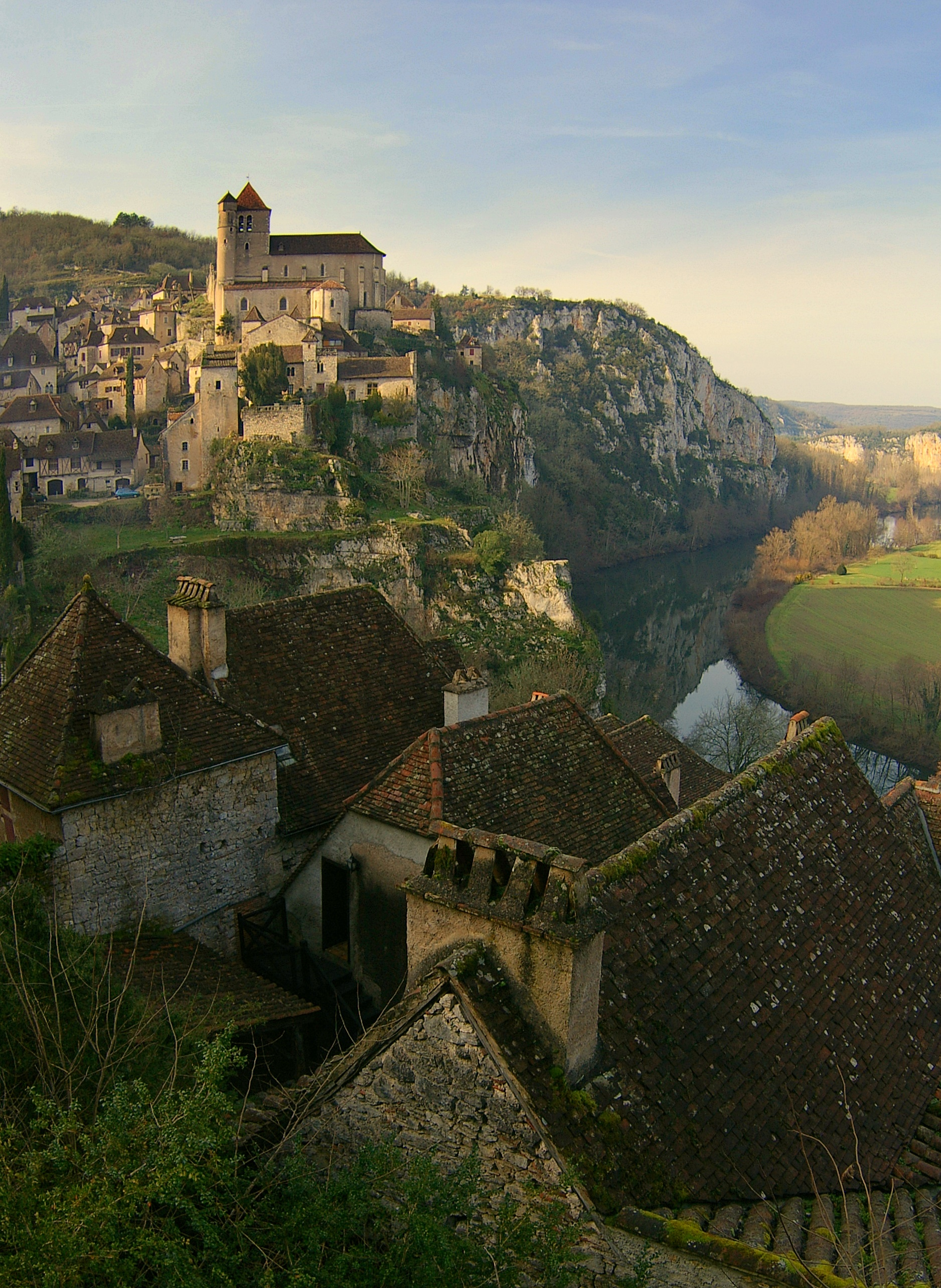
Saint-Cirq-Lapopie al Lot és un dels pobles més bonics de França.

Una associació independent anomenada Les Plus Beaux Villages de France (afiliada a l'associació internacional The Most Beautiful Villages in the World), va ser creada l'any 1982 per promoure els actius dels petits i pintorescos pobles francesos amb un patrimoni de qualitat. Al juliol de 2023, 172 pobles de França s'han inclòs a Els pobles més bonics de França.

#### Alemanya
A Alemanya un Dorf (poble) sol estar format per almenys unes poques cases però pot tenir fins a uns quants milers d'habitants. Els pobles més grans també es poden anomenar Flecken o Markt, segons la regió. Els pobles més petits normalment no tenen el seu propi govern. En canvi, en formen part (Ortsteil) del municipi d'una població propera.

#### Itàlia
A Itàlia, els pobles estan repartits per tot el país. No existeix cap definició legal de poble a la llei italiana; no obstant això, un assentament habitat per menys de 2.000 persones se sol qualificar de poble. Més sovint, els pobles italians que formen part d'un municipi s'anomenen frazione, mentre que el poble que acull la seu municipal s'anomena paese (ciutat) o capoluogo.
L'any 2001 es va crear una associació independent anomenada I Borghi più belli d'Italia (afiliada a l'associació internacional The Most Beautiful Villages in the World), per promoure els actius dels pobles italians petits, històrics i artístics amb un patrimoni de qualitat. El juliol de 2023, 348 pobles d'Itàlia s'han inclòs a Els pobles més bonics d'Itàlia.

#### Portugal
Els pobles són més habituals a les regions del nord i del centre, les illes Açores i l'Alentejo. La majoria tenen una església i una Casa do Povo, on solen celebrar-se les romàries d'estiu o les festes religioses del poble. L'estiu també és quan molts pobles acullen una sèrie de festivals i fires populars, aprofitant que molts dels locals que resideixen a l'estranger solen tornar al seu poble natal per les vacances.

#### Països Baixos
Als districtes propensos a les inundacions dels Països Baixos, especialment a les províncies del nord de Frísia i Groningen, els pobles es van construir tradicionalment sobre turons baixos fets per l'home anomenats terpen abans de la introducció dels sistemes de dics regionals. En els temps moderns, el terme dorp (literalment poble) s'aplica generalment a assentaments no superiors a 20.000, tot i que no hi ha cap llei oficial sobre l'estat dels assentaments als Països Baixos.